# Norrfors
För byn i Umeå kommun, se Norrfors, Umeå kommun.
Norrfors, småort invid Stambanan genom övre Norrland i Nordmalings kommun. Lögdeälven flyter genom samhället.

## Historia
Norrfors upptogs som nybygge år 1819 . När stambanan genom övre Norrland byggdes på 1890-talet utvecklades orten till ett stationssamhälle. Norrfors kyrka stod klar 1923.
Under och efter andra världskriget blomstrade samhället. Träkol, framställt i kolugnar och milor, lastades i järnvägsvagnar för vidare befordran. Här fanns också en snickerifabrik, senare AB Norrlandsmöbler.
Stationen har två genomfartsspår och ett sidospår för olika ändamål. Till exempel när Banverket vill ställa upp något fordon. Någon persontrafik förekommer inte. 

### Befolkningsutveckling
| Befolkningsutvecklingen i Norrfors 1960–2015  | Befolkningsutvecklingen i Norrfors 1960–2015 | Befolkningsutvecklingen i Norrfors 1960–2015 | Befolkningsutvecklingen i Norrfors 1960–2015 | Befolkningsutvecklingen i Norrfors 1960–2015 |
| --------------------------------------------- | -------------------------------------------- | -------------------------------------------- | -------------------------------------------- | -------------------------------------------- |
|                                               |                                              |                                              |                                              |                                              |
| År                                            |                                              |                                              | Folkmängd                                    | Areal (ha)                                   |
| 1960                                          | 1960                                         |                                              | 281                                          |                                              |
| 1965                                          | 1965                                         |                                              | 247                                          |                                              |
| 1990                                          | 1990                                         |                                              | 144                                          | 23#                                          |
| 1995                                          | 1995                                         |                                              | 143                                          | 25#                                          |
| 2000                                          | 2000                                         |                                              | 129                                          | 25#                                          |
| 2005                                          | 2005                                         |                                              | 105                                          | 25#                                          |
| 2010                                          | 2010                                         |                                              | 88                                           | 25#                                          |
| 2015                                          | 2015                                         |                                              | 71                                           | 41#                                          |
| Anm.: Upphörde som tätort 1970. # Som småort. |                                              |                                              |                                              |                                              |